# SN 2001fy
SN 2001fy – supernowa typu II odkryta 7 listopada 2001 roku w galaktyce UGC 11922. W momencie odkrycia miała maksymalną jasność 18,70m.